# 24 janvier 1912
Le mercredi 24 janvier 1912 est le 24e jour de l'année 1912.

## Naissances
- Abel Sempé (mort le 22 février 2006), personnalité politique française
- Edmond Magendie (mort le 20 mars 2000), personnalité politique française
- Franz Murer (mort le 5 janvier 1994), officier SS autrichien
- Jean-Pierre Alem (mort le 1 janvier 1995), écrivain français
- Maurice Feder (mort le 7 juin 2000), prêtre français
- René Métayer (mort le 11 août 1992), personnalité politique française

## Décès
- George Grant Gordon (né le 29 janvier 1836), militaire britannique
- James Allen (né le 28 novembre 1864), écrivain et philosophe britannique
- Johannes Hermanus Barend Koekkoek (né le 6 juillet 1840), peintre néerlandais (1840-1912)